# Jokisaari (ö i Finland, Södra Österbotten)
Jokisaari är en ö i Finland. Den ligger i vattendraget Välijoki och i kommunen Evijärvi i den ekonomiska regionen  Järviseutu ekonomiska region  och landskapet Södra Österbotten, i den centrala delen av landet, 400 km norr om huvudstaden Helsingfors. Öns area är 2,1 hektar och dess största längd är 260 meter i nord-sydlig riktning.  Jokisaari ligger i sjön Evijärvi.